# 上田元俊
上田 元俊（うえだ もととし）は、戦国時代から江戸時代初期にかけての武将・江戸幕府旗本。松平広忠・徳川家康に仕えた。通称は兵庫。

## 生涯
享禄2年（1529年）、松平清康の家臣・上田元次の子として生まれる。
天文17年（1548年）4月15日、松平広忠に背いていた松平信孝（三木松平家）は、岡崎城に向かって進撃した。広忠勢は伏兵を設けて信孝を待ち受けており、明大寺村（現在の岡崎市明大寺町）の菅生河原（耳取縄手）で信孝を攻撃した（安城合戦・耳取縄手の戦い）。信孝は左の脇を射られ、ついには元俊によって討ち取られた。この時元俊は、生涯歩行が困難になる傷を負った。この功績により、元俊は三河大浜に知行地を与えられ、「金の三本傘の指物」（金三蓋傘形指物）を許された。
のちに家康の命によって、信孝の次女が元俊に嫁いだ。元俊が小禄であったために彼女には化粧料が与えられた。
元俊は三河国内で城の留守番・同番頭を務めた。天正18年（1590年）、徳川家康が関東に移されると、元俊は江戸城の留守番頭となった。のちに武蔵国橘樹郡内で210石あまりを知行した。家康からは「白地に朱日の丸の四半」や茶壷・茶臼を拝領している。
その後、老齢を理由として務めを辞し、知行地で隠棲した。
慶長14年（1609年）7月12日没、81歳。武蔵国稲毛荘の泉沢寺（現在の神奈川県川崎市中原区上小田中）に葬られた。継嗣であった元政は先立っていたため、孫の元勝（万五郎。元政の子）が家を継いだ。

## 備考
- 『徳川実紀』には、元俊が松平信孝の娘を娶る際の家康とのやり取りが載る。明大寺の戦いの「後年」、家康は元俊を召し出し、織田方に付いたとはいえ信孝は「大伯父」であり、その娘が「孤女」となっているのは「かなしきこと」であるので、元俊が娶って妻としないかと言い出した。元俊はこれを固辞したが、家康は元俊は当家譜代の家臣で、ことに石川清兼の外孫であるのだから門地としては釣り合いがとれている、かの娘に「三州八角村」を与えてそなたに娶せるから、辞退してはならないと命じたため、ついには妻として迎えたという[4]。
- 家康が元俊に下賜した茶臼は現存しており[5]、1971年に上田家の末裔から徳川美術館（愛知県名古屋市）に寄贈された[5]。茶臼は茶道具としては珍重して保存されることが少ないため、伝世品は珍しいという[5]。
- 同様に徳川美術館には「金三蓋傘形指物」が寄贈されている[6]。「金三蓋傘形指物」は松平広忠から下賜されたものと伝承されている[7]。

## 系譜
特記事項のない限り、『寛政重修諸家譜』による。子の続柄の後に記した ( ) 内の数字は、『寛政譜』の記載順。
- 父：上田元次
- 母：石川清兼の娘
- 正室：松平信孝の娘
  - 三男(3)：上田元政（万五郎） - 慶長13年（1608年）、父に先立って死去[8]。
  - 四男(4)：上田俊勝（清右衛門） - 別家を立て旗本となる[8]
- 生母不明の子女
  - 長男(1)：上田直勝（佐大夫） - 酒井重忠に附属され、のちにその家臣となる
  - 二男(2)：教山善誉 - 三河山中法蔵寺住職、のち京都誓願寺住職
  - 女子(5)：上田元吉の妻
  - 女子(6)：清水平右衛門の妻
  - 女子(7)：上田孫九郎の妻
  - 女子(8)：羽太正俊の妻